# Scutellaria rubropunctata
Scutellaria rubropunctata là một loài thực vật có hoa trong họ Hoa môi. Loài này được Hayata miêu tả khoa học đầu tiên năm 1919.